# Cottus girardi
Cottus girardi és una espècie de peix pertanyent a la família dels còtids.

## Descripció
- Fa 14 cm de llargària màxima (normalment, en fa 7,8).[4][5][6]

## Hàbitat
És un peix d'aigua dolça, demersal i de clima temperat (41°N-37°N).

## Distribució geogràfica
Es troba a Nord-amèrica: conca del riu Potomac a Pennsilvània, Maryland, Virgínia i Virgínia Occidental (els Estats Units).

## Observacions
És inofensiu per als humans.